# Triangle du Nord

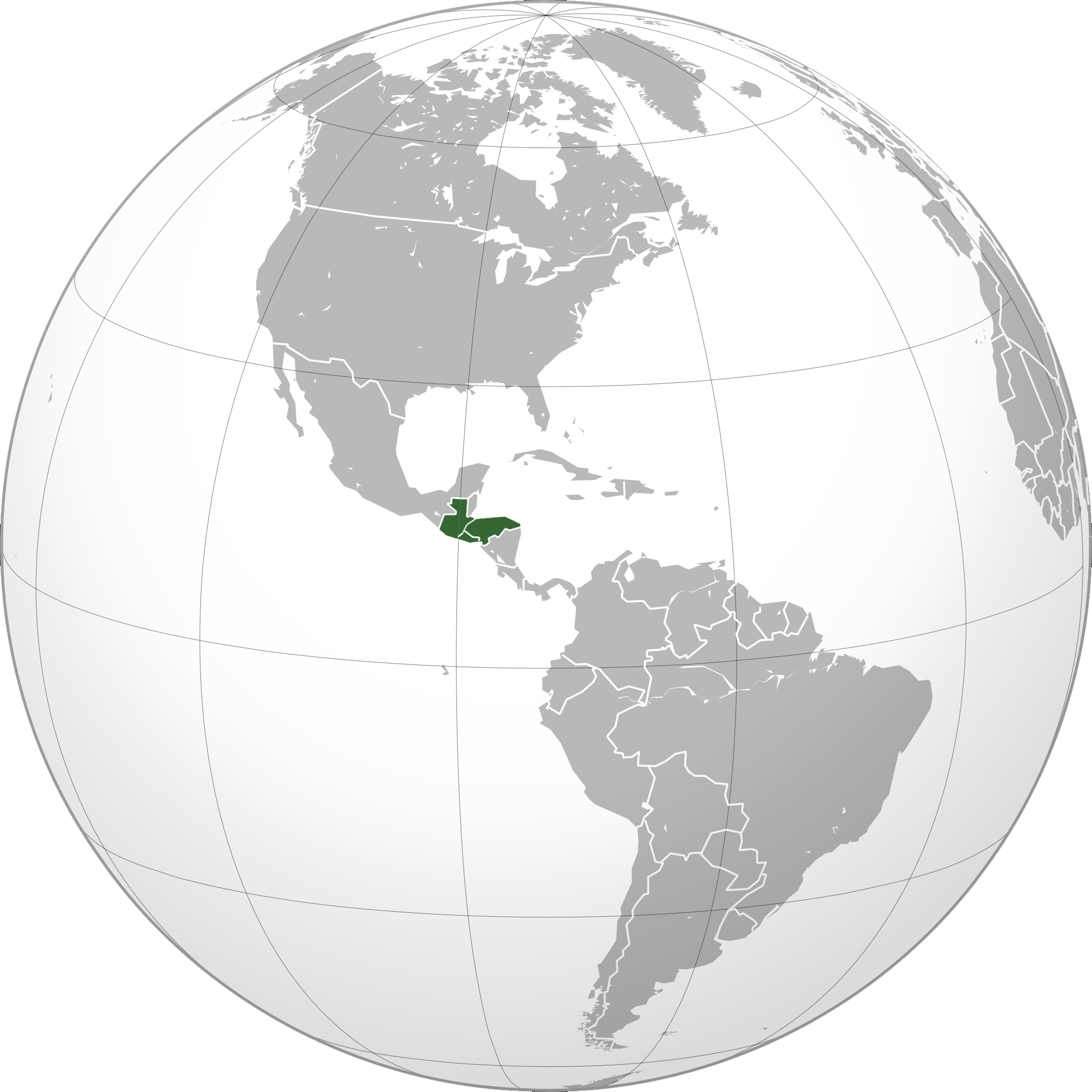
Triangle du Nord d'Amérique centrale: Guatemala, Honduras et El Salvador

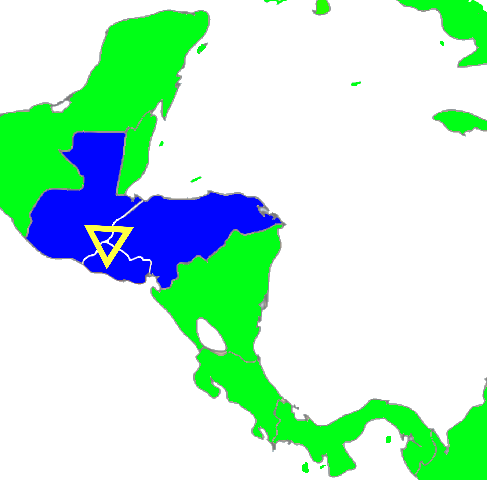
Les trois pays du Triangle du nord avec dans le petit triangle, le tripoint.

Le triangle du Nord (en espagnol Triángulo Norte) ou triangle nord désigne une région d'Amérique centrale comprenant le Salvador, le Guatemala et le Honduras. Ces trois pays partagent un tripoint dans la réserve de la biosphère Trifinio-Fraternité,  mais aussi des aspects culturels, historiques et sociétaux.
Cette expression se réfère à l'ensemble de ces trois pays surtout dans leur processus d'intégration économique.  Elle est notamment utilisée lors de plusieurs accords de libre-échange qui regroupent les trois pays face à un pays tiers (Colombie, et Mexique notamment).
Mais on se réfère aussi de plus en plus à cette expression de Triangle du Nord pour désigner la violence de cette région. Ces trois pays constituent une des zones, hors guerre, les plus meurtrières au Monde avec un taux de morts violentes extrêmement élevé. Selon les chiffres des Nations unies, il y avait en 2011, 39 homicides pour 100 000 habitants au Guatemala, 69 au Salvador et 92 au Honduras,.